# Morpho anaxibia
Morpho anaxibia é uma borboleta neotropical da família Nymphalidae, subfamília Satyrinae e tribo Morphini, descrita em 1801 e endêmica do sudeste e sul do Brasil (Espírito Santo, Minas Gerais, Rio de Janeiro, São Paulo, Paraná, Santa Catarina e Rio Grande do Sul), além de algumas populações bem localizadas na Argentina (Misiones). Visto por cima, o padrão básico da espécie (macho) apresenta asas de coloração azul iridescente com as pontas das asas anteriores de coloração enegrecida. Vista por baixo, apresenta asas de coloração castanha, com ocelos pouco aparentes de coloração alaranjada. O dimorfismo sexual é acentuado, com as fêmeas maiores, menos frequentes e com asas contendo superfície enegrecida na borda, apresentando marcações amareladas e brancas nesta região. Lagartas foram encontradas em plantas de Eugenia brasiliensis e Erythroxylum pulchrum (gênero Erythroxylum). O zoólogo Eurico Santos cita os seguintes nomes vernáculos para esta espécie: "Azul-seda" e "Corcovado", dizendo que a envergadura no macho é de 12 a 14 centímetros e na fêmea é de 13 a 15 centímetros.

## Hábitos
Adrian Hoskins cita que a maioria das espécies de Morpho passa as manhãs patrulhando trilhas ao longo dos cursos de córregos e rios. Nas tardes quentes e ensolaradas, às vezes, podem ser encontradas absorvendo a umidade da areia, visitando seiva a correr de troncos ou alimentando-se de frutos em fermentação. Os adultos machos de M. anaxibia realizam breves disputas aéreas, voando de dezembro a abril (com os meses de maior população sendo janeiro e fevereiro). Eurico Santos afirma que a proporção é de 500 machos para cada fêmea.

## Subespécies
M. anaxibia possui três subespécies descritas, não validadas taxonomicamente:
- Morpho anaxibia anaxibia - Descrita por Esper em 1801, de exemplar proveniente, na descrição, da América do Sul (alguns autores dão a data da descrição como 1777[11][6]).
- Morpho anaxibia pelias - Descrita por Fruhstorfer em 1913, de exemplar proveniente do Rio Grande do Sul.
- Morpho anaxibia calliphon - Descrita por Fruhstorfer em 1916, de exemplar proveniente de Santa Catarina.